# Лиман (городское поселение)
Рабо́чий посёлок Лима́н — муниципальное образование со статусом городского поселения в составе Лиманского района Астраханской области России. Как административно-территориальная единица области представляет собой посёлок городского типа с подчинёнными населёнными пунктами.
Административный центр — посёлок городского типа (рабочий посёлок) Лиман.

## Географическое положение
Городское поселение расположено в центральной части Лиманского района Астраханской области.

## История
В 1926 году в составе Калмыцкой автономной области был образован Долбанский сельский совет. В 1943 году его административный центр село Долбан было переименовано в село Лиман. После упразднения Калмыцкой АССР с 1944 года сельсовет был включён в состав Астраханской области и переименован в Лиманский сельский совет (Лиманский сельсовет). В связи изменением статуса села на посёлок городского типа, 15 октября 1965 года на основании решения Астраханского облисполкома (Постановление СМ РСФСР ноябрь 1965 г.) Лиманский сельский совет преобразован в Лиманский поселковый Совет депутатов трудящихся (Лиманский поссовет).
Законом от 6 августа 2004 года территория поссовета была наделена статусом городского поселения Рабочий посёлок Лиман
Законом Астраханской области от 25 мая 2017 года № 23/2017-ОЗ были преобразованы, путём их объединения, муниципальные образования и административно-территориальные единицы «Бирючекосинский сельсовет», «Бударинский сельсовет», «Камышовский сельсовет», «Караванненский сельсовет», «Кряжевинский сельсовет», «Рабочий посёлок Лиман», «Михайловский сельсовет», «Новогеоргиевский сельсовет», «Проточенский сельсовет» и «Рынковский сельсовет» в городское поселение «Рабочий посёлок Лиман» с административным центром в рабочем посёлке Лиман.
Законом Астраханской области от 20 декабря 2021 года № 132/2021-ОЗ Закон Астраханской области от 20.12.2021 № 132/2021-ОЗ с 1 января 2022 года с рабочим посёлком Лиманом объединён Басинский сельсовет.

## Население
| 1939  | 1959  | 1970  | 1979  | 1989  | 2002  | 2009  | 2010  | 2011  |
| ----- | ----- | ----- | ----- | ----- | ----- | ----- | ----- | ----- |
| 2228  | ↗3189 | ↗5173 | ↗7504 | ↗9185 | ↘8899 | ↗9165 | ↘9024 | ↗9402 |
| 2012  | 2013  | 2014  | 2015  | 2016  | 2017  | 2018  | 2019  | 2020  |
| ↘9076 | ↘8966 | ↘8837 | ↘8793 | ↘8763 | ↘8661 | ↘8514 | ↘8379 | ↘8266 |
| 2021  |       |       |       |       |       |       |       |       |
| ↗9014 |       |       |       |       |       |       |       |       |

### Национальный состав
Проживают представители 40 национальностей (русские, калмыки, казахи, татары и др.).

## Состав поселения
| №  | Населённый пункт              | Тип             | Население |
| -- | ----------------------------- | --------------- | --------- |
| 1  | Басинск                       | посёлок         | ↘141      |
| 2  | Басы                          | село            | ↘997      |
| 3  | Бирючья Коса                  | село            | ↗1005     |
| 4  | Бударино                      | село            | ↘591      |
| 5  | Воскресеновка                 | село            | ↗252      |
| 6  | Вышка                         | село            | ↘189      |
| 7  | Дальнее                       | село            | ↗78       |
| 8  | Железнодорожного разъезда № 4 | посёлок         | ↘0        |
| 9  | Забурунное                    | село            | →109      |
| 10 | Заречное                      | село            | ↗1469     |
| 11 | Зорино                        | село            | →35       |
| 12 | Камышово                      | село            | ↗748      |
| 13 | Караванное                    | село            | ↘1773     |
| 14 | Кряжевое                      | село            | ↘658      |
| 15 | Лиман                         | рабочий посёлок | ↗9014     |
| 16 | Михайловка                    | село            | ↘1122     |
| 17 | Новогеоргиевск                | посёлок         | ↗571      |
| 18 | Песчаное                      | село            | ↘376      |
| 19 | Проточное                     | село            | ↘598      |
| 20 | Рынок                         | село            | ↘193      |
| 21 | Судачье                       | село            | ↘284      |
| 22 | Яр-Базар                      | село            | ↗262      |